# Katri Vala
Katri Vala est une poétesse finlandaise de langue finnoise née le 11 septembre 1901 à Muonio et morte le 28 mai 1944 à Eksjö. Vala fait partie du groupe littéraire des Porteurs de feu (en finnois : Tulenkantajat).

## Biographie
Son œuvre est écrite en vers libre.
À sa naissance, elle porte le nom de Karin Alice Wadenström, mais choisit d'en changer en 1928, tout comme son frère Erik, écrivain et journaliste, qui devient Erkki Vala.
Vala fait paraitre son premier recueil, Kaukainen puutarha, en 1924. Dans ses premiers poèmes, son univers poétique tourne autour de l'extase mais sa poésie se fait de plus en plus sombre avec le temps. Engagée politiquement, elle s'oppose au nazisme et à la précarité sociale.
Atteinte de tuberculose depuis 1928, elle part en Suède en 1940 et meurt en 1944 au sanatorium d'Eksjö.

## Prix et reconnaissance
- Prix national de littérature

## Galerie

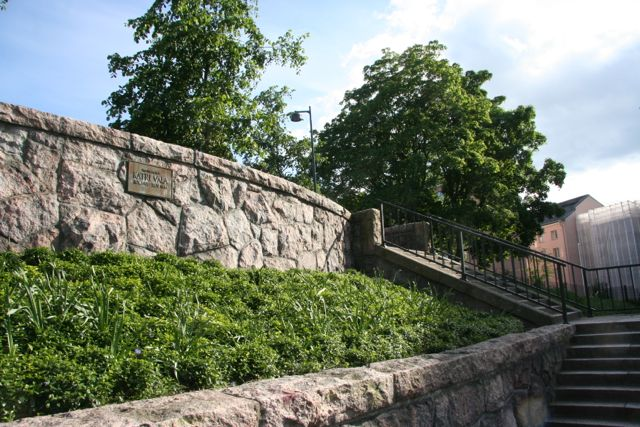
Tombe de Katri Vala.
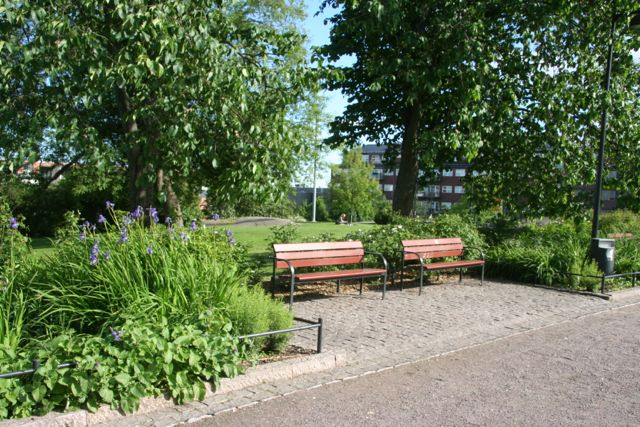
Le parc de Katri Vala.